# Lill-Mörtsjön, Hälsingland
Lill-Mörtsjön är en sjö i Nordanstigs kommun i Hälsingland och ingår i Harmångersåns huvudavrinningsområde. Sjön har en area på 0,0827 kvadratkilometer och ligger 208 meter över havet. Sjön avvattnas av vattendraget Gravåsbäcken.

## Delavrinningsområde
Lill-Mörtsjön ingår i det delavrinningsområde (689209-155226) som SMHI kallar för Utloppet av Lill-Mörtsjön. Medelhöjden är 250 meter över havet och ytan är 1,45 kvadratkilometer. Det finns ett avrinningsområde uppströms, och räknas det in blir den ackumulerade arean 18,82 kvadratkilometer. Gravåsbäcken som avvattnar avrinningsområdet har biflödesordning 3, vilket innebär att vattnet flödar genom totalt 3 vattendrag innan det når havet efter 67 kilometer. Avrinningsområdet består mestadels av skog (88 procent). Avrinningsområdet har 0,08 kvadratkilometer vattenytor vilket ger det en sjöprocent på 5,8 procent.